# Jérôme Salomon
Pour les articles homonymes, voir Salomon.
Jérôme Salomon, né le 26 avril 1969 à Paris, est un médecin infectiologue et haut fonctionnaire français. Spécialiste de santé publique, il est directeur général de la Santé entre 2018 et 2023. Il se fait connaître du grand public en février-mars 2020, au début de la pandémie de Covid-19.

## Biographie

### Débuts et formation

#### Naissance et famille
Jérôme Salomon naît le 26 avril 1969 dans le 16e arrondissement de Paris d'un père administrateur de l'Assemblée nationale et d'une mère enseignante. Il est le petit-fils de la résistante Simone Lévy (1917-2004), elle-même petite-fille du capitaine Alfred Dreyfus (1859-1935), condamné pour espionnage puis réhabilité. Il est également l'arrière-petit-fils de Pierre-Paul Lévy, l'un des découvreurs du vaccin antidiphtérique.

#### Études et scolarité
Après des études secondaires dans une section musique-études au lycée Lamartine, il choisit d'embrasser des études de médecine à l’université Paris-Descartes et obtient un doctorat en médecine, un diplôme d'études spécialisées (DES) de santé publique puis un diplôme d'études spécialisées complémentaires (DESC) de maladies infectieuses et tropicales. Il est par ailleurs l'auteur d'une thèse sur les maladies à prion.

### Carrière médicale

#### Institut Pasteur et chef de clinique
Il travaille sur les maladies émergentes, les épidémies et la résistance aux antibiotiques au sein de l'Inserm, de l'institut Pasteur et de l'université de Versailles-Saint-Quentin-en-Yvelines. Il est chef de clinique-assistant des hôpitaux à l'hôpital Raymond-Poincaré de Garches (AP-HP) de 1999 à 2002, puis praticien hospitalier de 2004 à 2009.

#### Institut Pasteur et licenciement en 2012
Jérôme Salomon est responsable de l'international pour l'Institut Pasteur de 2010 à 2012. En octobre 2012, selon Le Parisien, il est licencié de l'Institut Pasteur « pour cause réelle et sérieuse », étant accusé d'être l'auteur de lettres anonymes calomnieuses (corbeau).

### Carrière de haut fonctionnaire

#### Conseiller ministériel
Proche de Bernard Kouchner, il fait partie du petit groupe de médecins et de hauts fonctionnaires surnommés, dans les années 1990, les « Kouchner Boys », puis intègre son cabinet en 2001 et y devient conseiller technique au sein du pôle sécurité sanitaire. En 2010, il est expert santé et recherche auprès de la fondation Terra Nova, puis conseiller chargé de la sécurité sanitaire auprès de la ministre de la Santé, Marisol Touraine, de 2013 à 2015.
Ancien président du Syndicat national des médecins spécialistes de santé publique, engagé plutôt à gauche, il est un proche d'Emmanuel Macron dont il est conseiller au sein du "groupe santé"  pendant sa campagne présidentielle, il est notamment pressenti pour devenir ministre de la Santé après son élection.

#### Directeur général de la Santé
Le 8 janvier 2018, alors professeur des universités-praticien hospitalier en maladies infectieuses et tropicales à l'hôpital Raymond-Poincaré de Garches (AP-HP) et enseignant à l'UFR de sciences de la santé à l'université de Versailles-Saint-Quentin-en-Yvelines, il est choisi par Agnès Buzyn pour succéder à Benoît Vallet comme directeur général de la Santé,. En cette qualité, il exerce la fonction de haut fonctionnaire de défense et de sécurité adjoint, chargé de la défense et de la sécurité sanitaire et représente la France à l'Organisation mondiale de la Santé.
Jérôme Salomon est membre du conseil d'administration de Santé publique France depuis 2016 et a participé à la commission « santé des femmes, droits sexuels et reproductifs » du Haut Conseil à l'égalité entre les femmes et les hommes entre 2018 et 2019.
Dans le contexte de la pandémie de Covid-19, il indique le 26 février 2020 que les stocks de masque sont prêts et « qu'il n'y aura pas de pénurie ». Plusieurs personnes chargées de la crise confient à la presse qu'en réalité rien n'était prêt alors que les initiatives de fabrication de masques étaient prises par des entreprises et des particuliers, que de vieux stocks sont retrouvés ou que les réquisitions par l'État se multiplient.
Entre février et avril 2020, il tient une conférence de presse quotidienne sur la pandémie de Covid-19 où sont détaillés le nombre d’hospitalisation et de décès. Par la suite, le ministre de la Santé et le Premier ministre reprendront ce rôle d’information. Le 17 mars, il recommande au grand public de ne pas porter de masque. Il reconnaît plus tard que ce fut une expression maladroite.
Le 15 octobre 2020, il fait l’objet d’une perquisition judiciaire dans le cadre de l’enquête sur la gestion de la crise sanitaire, et particulièrement sa responsabilité dans la pénurie de masques.
Le 14 juillet 2021, il annonce qu'il quittera prochainement ses fonctions. Toutefois, il occupera son poste encore pendant près de deux ans.

#### Membre de la direction de l'Organisation mondiale de la santé
Le 17 avril 2023, il intègre la direction de l'Organisation mondiale de la santé (OMS), basée à Genève, dont il était déjà membre du comité exécutif, en qualité de sous-directeur général pour la couverture sanitaire universelle et les maladies transmissibles et non transmissibles.

### Vie privée
Jérôme Salomon est divorcé et père de trois enfants. Amateur de musique classique, il joue du piano.

## Décorations
Depuis 2010, Jérôme Salomon est titulaire de la médaille d'honneur du service de santé des armées.
Le 13 juillet 2023, il est nommé au grade de chevalier dans l'ordre national de la Légion d'honneur.

## Publications
- Jérôme Salomon et Olivier Lambotte, Maladies infectieuses, Paris, Éditions Estem, 1999, 69 p. (ISBN 2-84371-040-5).
- Jérôme Salomon, Modification de l'usage antibiotique en population humaine et résistances bactériennes : thèse de doctorat en épidémiologie clinique, sous la direction de Didier Guillemot, Paris, Université Pierre-et-Marie-Curie, 2008.
- Dr Jérôme Salomon et Pr Bruno Lina, La vérité sur la grippe A H1N1 : la prévention, le traitement, le vaccin, la gestion de l'épidémie, Paris, Éditions Frison-Roche, 2009, 144 p. (ISBN 978-2-87671-531-8).